# Princeton Architectural Press
Princeton Architectural Press est une maison d'édition spécialisée dans l'architecture et le design publiant 50 titres par an.

## Histoire
Elle a été fondée en 1981 par Kevin Lippert à Princeton (New Jersey), sans toutefois être lié à Princeton University Press, avant de partir pour New York en 1985[réf. nécessaire].
Depuis 1996, Princeton Architectural Press a été distribué dans les Amériques par Chronicle Books.
De 1997 à 2009, Princeton Architectural Press appartenait au groupe allemand Springer Science+Business Media ; début 2010, Kevin Lippert racheta les parts de Springer. En 2011, Princeton Architectural Press fut acquis par le groupe McEvoy, devenant ainsi une société-sœur de Chronicle Books.